# Robin Lord Taylor
Robin Lord Taylor (ur. 4 czerwca 1978 w Shueyville, Iowa) – amerykański aktor filmowy i telewizyjny, odtwórca roli Oswalda Cobblepota w serialu Gotham.

## Życiorys
Urodził się w Shueyville w stanie Iowa, uczęszczał do szkoły średniej w Solon oraz studiował na prywatnej uczelni Northwestern University w Evanston w Illinois. W 2000 zamieszkał w Nowym Jorku. Debiutował w 2005, grywał początkowo głównie epizodyczne role w serialach telewizyjnych. Występował także w produkcjach krótkometrażowych i kinie niezależnym.
W lutym 2014 aktor dołączył do obsady serialu Gotham będącego prequelem dla przygód Batmana. Wcielił się w nim w rolę Oswalda Cobblepota, lepiej znanego jako Pingwin.
Jest jawnym gejem; w 2011 w rodzinnym stanie zawarł związek małżeński z Richardem Dibellą.

## Filmografia
| Rok  | Tytuł                     | Rola                    | Uwagi                                   |
| ---- | ------------------------- | ----------------------- | --------------------------------------- |
| 2005 | Jesus Children of America | Mike                    | film krótkometrażowy; jako Robin Taylor |
| 2006 | Pitch                     | Pete                    | film krótkometrażowy; jako Robin Taylor |
| 2006 | The House Is Burning      | Phil                    | jako Robin Taylor                       |
| 2006 | Przyjęty                  | Abernathy Darwin Dunlap |                                         |
| 2008 | Szkoła zgorszenia         | Alex Schneider          | jako Robin Taylor                       |
| 2008 | Sierpień                  | Pracownik               |                                         |
| 2009 | Ostatni dzień lata        | Jason                   | jako Robin Taylor                       |
| 2010 | Step Up 3-D               | Dzieciak punk           |                                         |
| 2011 | Powrót rekruta            | Vonnie                  | jako Robin Taylor                       |
| 2011 | Druga Ziemia              | Jeff Williams           |                                         |
| 2011 | The Melancholy Fantastic  | Dukken                  | jako Robin Taylor                       |
| 2012 | Would You Rather          | Julian                  |                                         |
| 2013 | Killing Lincoln           | Silas Tower Cobb        | film telewizyjny                        |
| 2013 | Chłód nadchodzi nocą      | Quincy                  |                                         |
| 2015 | Moving On                 | Nick                    | film krótkometrażowy                    |

| Rok   | Tytuł                              | Rola                       | Uwagi                                              |
| ----- | ---------------------------------- | -------------------------- | -------------------------------------------------- |
| 2005  | Prawo i porządek                   | Jared Weston               | odcinek Sects; jako Robin L. Taylor                |
| 2008  | Life on Mars                       | Jimmy                      | odcinek My Maharishi Is Bigger Than Your Maharishi |
| 2008  | Prawo i porządek                   | Dale                       | odcinek Personae Non Grata; jako Robin L. Taylor   |
| 2010  | Prawo i porządek                   | Cedric Stuber              | odcinek Innocence                                  |
| 2012  | Impersonalni                       | Ajax                       | odcinek Blue Code                                  |
| 2012  | Żona idealna                       | Brock Dalyndro             | odcinek Battle of the Proxies                      |
| 2013  | Prawo i porządek: sekcja specjalna | Dylan Fuller               | odcinek Traumatic Wound                            |
| 2013- | Żywe trupy                         | Sam                        | odcinki Indifference, No Sanctuary                 |
| 2014  | Taxi Brooklyn                      | Sami                       | odcinek Precious Cargo                             |
| 2014  | Gotham                             | Oswald Cobblepot / Pingwin | główna obsada                                      |
| 2016  | Gotham Stories                     | Oswald Cobblepot / Pingwin | głos                                               |
| 2019  | Ty                                 | Will                       | rola drugoplanowa                                  |